# Star Trek: Prodigy/Staffel 2
Dieser Artikel behandelt die 20-teilige zweite Staffel der US-Fernsehserie Star Trek: Prodigy. Alle Folgen der Staffel wurden am 1. Juli 2024 weltweit in unterschiedlichen Sprachen auf dem Video-on-Demand-Dienst Netflix veröffentlicht. Bereits am 22. März 2024 kam es zu einer unplanmäßigen Veröffentlichung aller Episoden in der Mediathek der französischen öffentlich-rechtlichen Fernsehanstalt France Télévisions.

## Episoden
| Nr. (ges.) | Nr. (St.) | Deutscher Titel                      | Originaltitel                         | Erstveröffentlichung USA | Deutschsprachige Erstveröffentlichung (D/A/CH) | Regie                            | Drehbuch                                                                                  |
| ---------- | --------- | ------------------------------------ | ------------------------------------- | ------------------------ | ---------------------------------------------- | -------------------------------- | ----------------------------------------------------------------------------------------- |
| 21         | 1         | In den Riss, Teil I                  | Into the Breach, Part I               | 1. Juli 2024             | 1. Juli 2024                                   | Ben Hibon                        | Kevin Hageman, Dan Hageman                                                                |
| 22         | 2         | In den Riss, Teil II                 | Into the Breach, Part II              | 1. Juli 2024             | 1. Juli 2024                                   | Andrew L. Schmidt, Patrick Krebs | Aaron J. Waltke                                                                           |
| 23         | 3         | Wer rettet die Retter?               | Who Saves the Saviors                 | 1. Juli 2024             | 1. Juli 2024                                   | Sung Shin                        | Erin McNamara                                                                             |
| 24         | 4         | Grundlagen der Temporalen Mechanik   | Temporal Mechanics 101                | 1. Juli 2024             | 1. Juli 2024                                   | Ben Hibon                        | Keith Sweet II                                                                            |
| 25         | 5         | Das Beobachterparadoxon              | Observer’s Paradox                    | 1. Juli 2024             | 1. Juli 2024                                   | Ruolin Li, Andrew L. Schmidt     | Jennifer Muro                                                                             |
| 26         | 6         | Das Imposter-Syndrom                 | Imposter Syndrome                     | 1. Juli 2024             | 1. Juli 2024                                   | Sung Shin                        | Jennifer Muro                                                                             |
| 27         | 7         | Das Rennen                           | The Fast and the Curious              | 1. Juli 2024             | 1. Juli 2024                                   | Sung Shin, Sean Bishop           | Erin McNamara                                                                             |
| 28         | 8         | Zu schön, um wahr zu sein            | Is There in Beauty No Truth?          | 1. Juli 2024             | 1. Juli 2024                                   | Ruolin Li, Andrew L. Schmidt     | Keith Sweet II                                                                            |
| 29         | 9         | Die Aasfresser, Teil I               | The Devourer of All Things, Part I    | 1. Juli 2024             | 1. Juli 2024                                   | Sung Shin                        | Jennifer Munro                                                                            |
| 30         | 10        | Die Aasfresser, Teil II              | The Devourer of All Things, Part II   | 1. Juli 2024             | 1. Juli 2024                                   | Sean Bishop                      | Aaron J. Waltke                                                                           |
| 31         | 11        | Letzter Flug der Protostar, Teil I   | Last Flight of the Protostar, Part I  | 1. Juli 2024             | 1. Juli 2024                                   | Ruolin Li, Andrew L. Schmidt     | Diandra Pendleton-Thompson                                                                |
| 32         | 12        | Letzter Flug der Protostar, Teil II  | Last Flight of the Protostar, Part II | 1. Juli 2024             | 1. Juli 2024                                   | Sung Shin                        | Alex Hanson, Aaron J. Waltke                                                              |
| 33         | 13        | Ein Tribble namens Bribble           | A Tribble Called Quest                | 1. Juli 2024             | 1. Juli 2024                                   | Sean Bishop                      | Keith Sweet II                                                                            |
| 34         | 14        | Der gebrochene Spiegel               | Cracked Mirror                        | 1. Juli 2024             | 1. Juli 2024                                   | Ruolin Li                        | Erin McNamara                                                                             |
| 35         | 15        | Das Himmelfahrtskommando, Teil I     | Ascension, Part I                     | 1. Juli 2024             | 1. Juli 2024                                   | Sung Shin                        | Erin McNamara, Jennifer Muro, Diandra Pendleton-Thompson, Keith Sweet II, Aaron J. Waltke |
| 36         | 16        | Das Himmelfahrtskommando, Teil II    | Ascension, Part II                    | 1. Juli 2024             | 1. Juli 2024                                   | Sean Bishop                      | Alex Hanson                                                                               |
| 37         | 17        | Am Rande des Abgrunds                | Brink                                 | 1. Juli 2024             | 1. Juli 2024                                   | Ruolin Li                        | Diandra Pendleton-Thompson                                                                |
| 38         | 18        | Wagemut ist kein Privileg der Jugend | Touch of Grey                         | 1. Juli 2024             | 1. Juli 2024                                   | Sung Shin                        | Jennifer Muro                                                                             |
| 39         | 19        | Die Zeitschleife, Teil I             | Ouroboros, Part I                     | 1. Juli 2024             | 1. Juli 2024                                   | Sean Bishop                      | Kevin Hageman, Dan Hageman, Aaron J. Waltke                                               |
| 40         | 20        | Die Zeitschleife, Teil II            | Ouroboros, Part II                    | 1. Juli 2024             | 1. Juli 2024                                   | Ruolin Li                        | Kevin Hageman, Dan Hageman, Aaron J. Waltke                                               |